# Club Deportivo Promete
El Club Deportivo Promete és un club de bàsquet femení espanyol, de la ciutat de Logronyo, a La Rioja.
El club neix l'any 2013, com a continuació de la labor del Club Bàsquet Las Gaunas, club que posseïa una plaça en Lliga Femenina 2, integrant-se en l'estructura de la Fundació Promete.
La temporada 2013-2014, obté la quarta plaça en la fase d'ascens de la Lliga Femenina 2. En ampliar-se de 12 a 14 les places disponibles en la Lliga Femenina 2014-2015, obté una de les places vacants després de la desaparició de Beroil Ciudad de Burgos i la renúncia de CD Alcobendas.